# Xenofrea seabrai
Xenofrea seabrai là một loài bọ cánh cứng trong họ Cerambycidae.